# Bois-Jérôme-Saint-Ouen
Bois-Jérôme-Saint-Ouen è un comune francese di 777 abitanti situato nel dipartimento dell'Eure nella regione della Normandia.

## Società

### Evoluzione demografica
Abitanti censiti